# 尼崎市立武庫東中学校
尼崎市立武庫東中学校（あまがさきしりつ むこひがしちゅうがっこう）は、兵庫県尼崎市武庫之荘にある公立中学校。

## 沿革
- 1976年（昭和51年）4月1日 - 尼崎市立武庫東中学校創立。

## 部活動

### 運動部
- 陸上競技部
- サッカー部
- 野球部
- バスケットボール部
- ソフトテニス部
- 卓球部
- 剣道部

### 文化部
- 吹奏楽部
- 美術部
- 日本の伝統文化研究部

## 校区
- 尼崎市立武庫東小学校
- 尼崎市立武庫庄小学校

## 交通アクセス
- 阪急神戸本線 武庫之荘駅より1.4km。

## 著名な出身者
- じゅんいちダビッドソン - お笑いタレント、1990年卒業
- 山川哲史 - サッカー選手

## 通学区域が隣接している学校
- 尼崎市立常陽中学校
- 尼崎市立武庫中学校
- 尼崎市立南武庫之荘中学校
- 尼崎市立塚口中学校
- 伊丹市立笹原中学校
- 伊丹市立松崎中学校